# Isola Mill
L'isola Mill è un'isola dell'Antartide coperta da una cappa di ghiaccio.

## Geografia
L'isola Mill è lunga circa 40 km e larga 26 per una superficie complessiva di 1.258 km² il che la pone al 280º posto tra le isole più grandi del mondo. L'isola, disabitata, è rivendicata dall'Australia in quanto facente parte della Terra della Regina Maria e quindi del Territorio Antartico Australiano, ma ora non appartiene ad alcun Stato trovandosi sotto la giurisdizione del Trattato Antartico. Dista 40 km da Buger Hills nella Terra di Wilkes.

## Storia
La scoperta dell'isola risale al febbraio del 1936 ed è stata effettuata dal personale della nave RRS William Scoresby, l'isola prende il nome dal geografo Hugh Robert Mill.